# Всеукраїнська козацька партія
Всеукраїнська козацька партія — політична партія України, створена Установчим з’їздом 18 січня 2007 р.,зареєстрована Міністерством юстиції 5 травня 2008 р. (свідоцтво № 148).

## Ідеологія
Партія виступає за відродження козацьких традицій та розбудову України як суверенної, самостійної та незалежної, демократичної та правової держави, з козацькою моделлю демократії, сприяє її зміцненню у військовому аспекті.

## Історія
Ідею створення козацької партії змогли зреалізувати представники Всеукраїнської громадської організації «Українське Реєстрове Козацтво». Головою Всеукраїнської козацької партії Установчий з’їзд обрав Богдана Вуйка, на якому були присутні 117 делегатів, що представляли 24 регіони країни, у тому числі Київ та Севастополь. У цій події брав участь Голова Всеукраїнської партії духовності і патріотизму, Гетьман Українського Реєстрового Козацтва Анатолій Шевченко. На з’їзді були затверджені Статут і Програма Всеукраїнської козацької партії, обрана Політична рада.
На початку 2020 року Міністерство юстиції України подало позов щодо ліквідації партії серед 48 подібних, що не брали участь у виборах протягом 10 років.